# 多胡安那
多胡 安那（たご あんな、1982年6月15日 - ）は、ウェザーマップ所属の気象予報士。

## 来歴・人物
イギリス・ロンドン出身の帰国子女。
湘南白百合学園高等学校、聖心女子大学文学部外国語外国文学科英語英文学専攻卒業。
趣味は乗馬、ゴルフ、朝カフェ、カメラ、貝拾い、読書。特技は早起き。

## 現在の担当番組
- TBSニュースバード
- Nスタえひめ（あいテレビ）
- OH! HAPPY MORNING（JFN）

## 過去の担当番組
- ズームイン!!SUPER（日本テレビ）
- 天才!!カンパニー（日本テレビ）
- TOKYO MX NEWS（東京メトロポリタンテレビジョン）
- TXNニュース（テレビ東京）
- はやドキ!（TBS、2015年6月 - 2016年3月 ）

## 著書
ウェザーマップ名義共著
- 森朗（監修）、森田正光（監修）、ウェザーマップ『気候危機がサクッとわかる本』東京書籍、2022年4月24日。ISBN 978-4-487-81572-2。 NCID BC14192451。